# 1951 en santé et médecine
| Années de la santé et de la médecine : 1948 - 1949 - 1950 - 1951 - 1952 - 1953 - 1954    |
| Décennies de la santé et de la médecine : 1920 - 1930 - 1940 - 1950 - 1960 - 1970 - 1980 |

Cet article présente les faits marquants de l'année 1951 en santé et médecine.

## Événements
- 9 janvier :  Camille Guérin devient président de l'Académie de médecine[1].
- 10 février : le médecin britannique Richard Asher décrit le syndrome de Münchausen dans un article publié dans The Lancet[2].
- 11 mars : Philip Levine annonce devant l'Académie des sciences de New York qu'il a décelé le facteur J ou facteur Jarrell dans le sang des cancéreux[3].

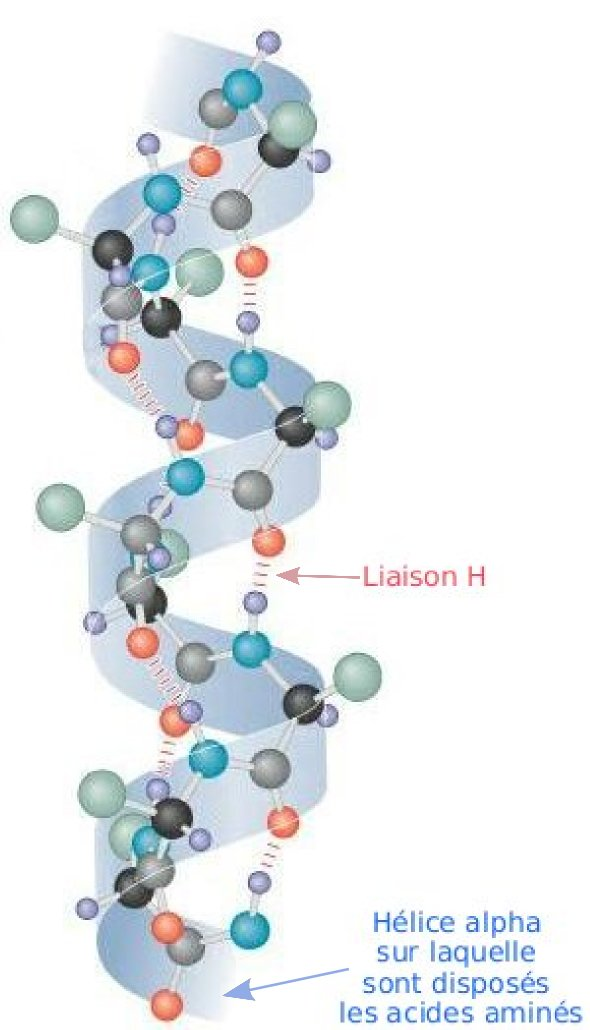
Hélice alpha.

- Avril : Linus Pauling, Robert Corey et Herman Branson publient la structure secondaire des protéines en hélice alpha[4],[5].
- 15 mai : le corps médical français recommande de ne pas interdire l’usage de la main gauche aux enfants, afin d’éviter l’apparition de troubles intellectuels.
- Mai : Linus Pauling et Robert Corey  publient la structure secondaire des protéines en feuillet beta[6].

- 1er août : le chimiste américain Robert Burns Woodward publie ses travaux sur la synthèse de la cortisone[7].

- 31 août : deux chercheurs de l'université d'Indiana (Bloomington), Joseph C. Muhler et Harry G. Day publient leurs recherches sur le fluorure stanneux et ses effets dans la prévention des caries[8].

- 15 octobre : synthèse de la noréthistérone, le composé actif principal de la pilule contraceptive, par le chimiste mexicain Luis Miramontes, Carl Djerassi et George Rosenkranz, pour Syntex à Mexico[9].

- 8 novembre : les médecins de la Saskatoon Cancer Clinic commencent à traiter le cancer au cobalt 60[10], un isotope radioactif qui permet de sauver 500 000 vies par an dans le monde entier. Il est aussi utilisé pour stériliser des fournitures médicales jetables, des onguents et des solutions.
- 9 novembre : le médecin français Henri Laborit expérimente la chlorpromazine, un neuroleptique, sur Cornelia Quarti à l'hopital psychiatrique de Villejuif[11].

## Décès
- 3 janvier : Gaston Cotte (né en 1879), chirurgien français.
- 17 avril : Ernst Moro (né en 1874), médecin et pédiatre autrichien.
- 4 octobre : Henrietta Lacks